# Vikingskipet
Vikingskipet är en inomhushall, främst använd som skridskohall, i Hamar i Norge. Isbanan testades den 15 december 1992 och invigdes officiellt den 19 december samma år Vikingskipet var den första bandyhallen utanför Ryssland.

## Olika arrangemang
Arenan användes under olympiska vinterspelen 1994 till hastighetsåkning på skridskor. Flera internationella skridskotävlingar har hållits i hallen och hittills har 11 Europa- eller världsmästerskapet arrangerats i hallen. Hallen tar 10 000 - 20 000 åskådare.
1993 spelades världsmästerskapet i bandy i hallen. Dessutom har världsmästerskapen i bancykling 1993 och Norges grand prix i speedway arrangerats här.
Andra evenemang som anordnats i Vikingskipet är inomhusfotboll, inomhustävlingar i friidrott, hundutställningar, loppmarknader samt konserter med bland andra Beyonce och Andrea Bocelli. Dessutom hålls varje år The Gathering som är världens näst största datorträff efter svenska Dreamhack.

## Byggnaden
Namnet "Vikingskipet" kommer från att taket på hallen liknar ett vikingaskepp som ligger upp och ner. Anläggningen ritades 1991 av den norske arkitekten Niels Torp tillsammans med Biong & Biong arkitekter.

### Fotnoter
1. ↑  Kvalheim, Svein (15 december 1992). ”Testet Vikingskipet” (på norska). Bergens Tidende:  s. 15.
2. ↑  ”Rekorder på rad og rekke i "Vikingskipet"” (på norska). Norsk Telegrambyrå. 20 december 1992.